# Йосідзо Мачіда
Йосідзо Мачіда (яп. 吉蔵町田; нар. 29 січня 1946, префектура Ібаракі, Японія) — японсько-бразильський майстер карате стилю Шотокан, засновник Machida Karate, багаторічний тренер та педагог.

## Біографія
Йосідзо Мачіда почав займатися карате у 1961 році. Його вчителями були такі відомі майстри Shotokan, як Тогуcі, Соїчі Ямамото, Масахіко Танака, Масатосі Накаяма, Хідетака Нісіяма та Такахаші Йошімаса.
У 1966 році здобув перемогу в змаганнях куміте на Окінаві, а у 1967 — став чемпіоном Японії з ката та бронзовим призером у командних змаганнях бою серед університетів.
У 1968 році емігрував до Бразилії. Прибувши до Белену (штат Пара), спочатку працював у японській дорожній компанії. Згодом тренувався у Ріо-де-Жанейро під керівництвом Масахіко Танаки, після чого остаточно оселився в Белені, де заснував свою школу карате — APAM.
Входив до складу тренерського штабу збірної Бразилії, виборював нагороди на чемпіонатах Бразилії, Панамериканських іграх (II місце у 1973 році), а також став другим на чемпіонаті світу в Токіо.

## Внесок у карате
Йосідзо Мачіда є володарем 8-го дана Japan Karate Association (отримав у 2019 році в Токіо) та 8-го дана ITKF. Також має 3-й дан з айкідо.
У 1988 році після виходу з Бразильської конфедерації традиційного карате створив власну організацію — Бразильську конфедерацію традиційного карате, ставши почесним президентом JKA Brasil.
Мачіда викладає класичний стиль карате, який наголошує на завершенні поєдинку, а не на спортивній баловій системі. Його система, відома як Machida Karate, має значний вплив і на змішані єдиноборства (MMA), зокрема на стиль його сина — Ліото Мачіда.

## Родина
Одружений з Ана Клавдією, має чотирьох синів: Таке, Чінзо, Кензо та Ліото. Найвідоміший з них — Ліото Мачіда — колишній чемпіон UFC у напівважкій вазі.

## Педагогічна діяльність
Протягом понад 40 років Йосідзо Мачіда виховав понад 10 000 учнів, з яких близько 250 здобули чорні пояси. Організовує численні семінари в Бразилії та є почесним президентом JKA Brasil.